# مانو كروكس
مانو كروكس (بالإنجليزية: Manu Crooks)‏ هو منتج أسطوانات وموسيقي أسترالي، ولد في 22 مايو 1993.